# Aleksander Klotz
Aleksander Alfons Klotz vel Alfons Kloc vel Jan Baranowski (ur. 31 sierpnia 1898 w Żyrardowie, zm. 29 października 1976 w Australii) – podpułkownik dyplomowany piechoty Polskich Sił Zbrojnych, oficer Oddziału II Sztabu Generalnego Wojska Polskiego, urzędnik państwowy, dyplomata II Rzeczypospolitej, żołnierz SZP-ZWZ-Armii Krajowej.

## Życiorys
Urodził się w Warszawie jako syn Józefa i Józefy ze Szczepańskich. Uczęszczał do szkół powszechnych w Skierniewicach i Żyrardowie, którą ukończył. Następnie uczęszczał do gimnazjów realnych w Skierniewicach i Warszawie. W 1915 r. ukończył Szkołę Ogólnokształcącą Dróg Żelaznych Warszawsko-Wiedeńskich w Warszawie.
Od 15 sierpnia 1915 żołnierz I Brygady Legionów, następnie w Polskiej Organizacji Wojskowej. Po odzyskaniu niepodległości w Wojsku Polskim, uczestnik wojny polsko-ukraińskiej i wojny polsko-bolszewickiej. Trzykrotnie ranny w walkach z Ukraińcami i bolszewikami. W lutym 1921 przydzielony do delegacji polskiej na rokowania pokojowe z RFSRR w Rydze jako oficer do zadań specjalnych.
Od marca 1921 do 1 listopada 1922 zastępca attaché wojskowego w Rydze i organizator siatki wywiadu polskiego na Łotwie i w Rosji Sowieckiej i (od wiosny 1921) kontrwywiadu przeciw działającej na Łotwie siatce sowieckiego Razwiedupru.
3 maja 1922 został zweryfikowany w stopniu porucznika ze starszeństwem z 1 czerwca 1919 i 1683. lokatą w korpusie oficerów piechoty, a jego oddziałem macierzystym był 66 Pułk Piechoty. Później został przeniesiony do 55 Pułku Piechoty w Lesznie. W latach 1923–1925 był słuchaczem V Kursu Normalnego Wyższej Szkoły Wojennej w Warszawie. Z dniem 1 października 1925, po ukończeniu szkoły i otrzymaniu dyplomu naukowego oficera Sztabu Generalnego, przydzielony został do Wydziału Organizacyjno-Mobilizacyjnego Kierownictwa Marynarki Wojennej w Warszawie na stanowisko referenta. 3 maja 1926 został mianowany kapitanem ze starszeństwem z 1 lipca 1925 i 269. lokatą w korpusie oficerów piechoty. W czerwcu 1926 został przeniesiony do Oficerskiej Szkoły Piechoty w Warszawie na stanowisko wykładowcy.
1 września 1926 otrzymał przeniesienie do składu osobowego I wiceministra spraw wojskowych–szefa Administracji Armii na stanowisko referenta. 7 grudnia 1926 został wyznaczony na stanowisko adiutanta przybocznego I wiceministra-szefa Administracji Armii. 9 listopada 1928 został przeniesiony w stan nieczynny na przeciąg dwunastu miesięcy. 12 listopada 1928 został mianowany prowizorycznym starostą grodzkim we Lwowie. Z dniem 31 grudnia 1929 został przeniesiony do rezerwy z równoczesnym przeniesieniem w rezerwie do 19 Pułku Piechoty we Lwowie.
12 listopada 1928 został starostą grodzkim we Lwowie, pełnił tę funkcję do sierpnia 1930. Ze względu na swoją stanowczą postawę w czasie antysemickich zamieszek w czerwcu 1929 roku stał się dla endecji symbolem wroga. Od jego nazwiska rozruchy te ochrzczono mianem „lwowskiej klocjady”.
Następnie podjął pracę w Ministerstwie Spraw Wewnętrznych, jako radca, a następnie inspektor ministerialny w Departamencie II Politycznym. Od 26 kwietnia 1932 do 31 maja 1933 był starostą powiatowym w Płocku, od 31 maja 1933 do 17 września 1934 starostą powiatowym w Wadowicach, od 17 września 1934 do 28 marca 1935 starostą powiatowym w Radomiu.
Następnie przeszedł do pracy w Ministerstwie Spraw Zagranicznych, 15 kwietnia 1935 mianowany radcą w MSZ, a 16 maja mianowany konsulem i kierownikiem Konsulatu RP w Morawskiej Ostrawie na Zaolziu (Czechosłowacja). Po cofnięciu przez rząd czechosłowacki exequatur w październiku 1935, powrócił do centrali MSZ, a następnie do MSW, zostając kolejno starostą powiatowym w Grudziądzu (od stycznia 1936 do stycznia 1938), a od stycznia 1938 w Poznaniu. Funkcję tę sprawował do agresji III Rzeszy na Polskę 1 września 1939. W okresie pełnienia funkcji starosty organizował jednocześnie z ramienia II Oddziału Sztabu Głównego siatkę dywersyjną w rejonie Poznania i Grudziądza na wypadek wojny z Niemcami. Na stopień majora rezerwy został mianowany ze starszeństwem z 19 marca 1939 i 77. lokatą w korpusie oficerów piechoty.
W czasie kampanii wrześniowej oficjalnie delegat PKP przy sztabie Armii „Poznań”, wraz z jej resztkami po bitwie nad Bzurą dotarł do oblężonej Warszawy i od 17 września brał udział w jej obronie w sztabie grupy gen. Michała Karaszewicza-Tokarzewskiego. W Służbie Zwycięstwu Polski od powołania organizacji w końcu września 1939 w Warszawie. W listopadzie 1939 wysłany na obszar okupacji sowieckiej do Lwowa przez dowódcę SZP Michała Karaszewicza-Tokarzewskiego. Do miasta dotarł w grudniu zostając najpierw szefem sztabu SZP- Lwów, a następnie, do marca 1940 szefem sztabu ZWZ-2 Lwów.
Wraz z Eleonorą Wandą Ptaszek przeprowadził wyprawę wywiadowczą w poszukiwaniu aresztowanego we Lwowie i wywiezionego przez NKWD w głąb ZSRR gen. Michała Karaszewicza-Tokarzewskiego i zbadania sytuacji aresztowanych i deportowanych przez NKWD Polaków. W trakcie trwającej pomiędzy majem a wrześniem 1940 wyprawy Aleksander Klotz przebył ze współtowarzyszką ponad 28 tys. kilometrów penetrując tereny wschodniej Ukrainy, Uralu, Syberii, wybrzeża Morza Kaspijskiego, docierając do Irkucka, Ałma-Aty, Taszkentu, a na północy do Kotłasu i Syktywkaru w Komi. W konsekwencji wyprawy powstał szczegółowy Raport w sprawie Polaków wysiedlonych do ZSRR, przekazany następnie Rządowi RP na uchodźstwie.
W czasie okupacji niemieckiej Klotz kierował z sukcesami Odcinkiem III sieci wywiadowczej Komendy Głównej ZWZ-AK o kryptonimie „WW-72”, a następnie „Pralnia”. Obejmował on obszar Komisariatu Rzeszy Ukraina. Na stopień podpułkownika został mianowany ze starszeństwem z 11 listopada 1942.
Po zajęciu Lwowa przez Armię Czerwoną w lipcu 1944 nie ujawnił się, przez co uniknął aresztowania i wywiezienia przez NKWD wraz z dowództwem i sztabem Armii Krajowej, ujawnionym w ramach Akcji „Burza”. Od sierpnia 1944 oficjalnie „urlopowany” ze służby we lwowskiej Armii Krajowej. Zagrożony aresztowaniem przez NKWD wyjechał w sierpniu 1944 do Lublina, gdzie pod przybranym nazwiskiem i z dokumentami lekarza został zmobilizowany jako lekarz do służby w ludowym Wojsku Polskim.
Od 1944 do lutego 1946, jako „doktor Jan Baranowski”, pełnił służbę w ludowym Wojsku Polskim. Pomimo braku wykształcenia medycznego zajmował odpowiedzialne stanowiska służbowe w służbie zdrowia WP, awansując do stopnia podpułkownika. Od 3 grudnia 1944 był dowódcą 6 Samodzielnej Kompanii Pogotowia Chirurgicznego w 2 Armii WP, a 10 kwietnia 1945 został komendantem 29 Szpitala dla Lekko Rannych, a po zakończeniu wojny komendantem Szpitala Ministerstwa Obrony Narodowej w Warszawie. Razem z gen. Karolem Świerczewskim i Stanisławem Popławskim zasiadł w prezydium I Kongresu Medycyny Wojennej Wojsk Polskich i Sojuszniczych.
Był zdecydowanie przeciwny wszelkim działaniom nawet pośrednio legitymizującym władzę komunistów – działalność Stanisława Mikołajczyka oceniał jako zdradę. Na przełomie lutego i marca 1946 przekradł się na Zachód. W latach 1948–1949 Aleksander Klotz spisał pamiętnik dotyczący lat 1939–1946.
Od 10 marca 1946 w Polskich Siłach Zbrojnych w Wielkiej Brytanii w Komisji Dokumentacyjnej (lub Oddziale Personalnym) Sztabu Głównego WP, następnie do 1949 w Polskim Korpusie Przysposobienia i Rozmieszczenia. Po odejściu z PKPR pracował jako nauczyciel języka rosyjskiego w szkole armii brytyjskiej, a następnie jako ekspert do spraw sowieckich w Joint Intelligence Bureau, aż do przejścia na emeryturę, już jako brytyjski urzędnik państwowy (civil servant). Po przejściu na emeryturę wyjechał do syna do Australii.
Wioząc żonę Lidię do szpitala, doznał, prowadząc samochód, zawału serca i zmarł za kierownicą. Samochód przełamał barierkę autostrady i zderzył się czołowo z jadącym z naprzeciwka autobusem. Żona pułkownika zginęła na miejscu.

## Ordery i odznaczenia
- Krzyż Srebrny Orderu Wojskowego Virtuti Militari (1921)[15]
- Krzyż Kawalerski Orderu Odrodzenia Polski (10 listopada 1928)[16]
- Krzyż Walecznych (czterokrotnie: po raz pierwszy za służbę w POW w b. zaborze austriackim i b. okupacji austriackiej[17])
- Złoty Krzyż Zasługi
- Medal Niepodległości (17 marca 1938)[18]
- Srebrny Krzyż Zasługi
- Krzyż Armii Krajowej
- Krzyż Komandorski Orderu Korony Rumunii (Rumunia, 1929)[19]
- Krzyż Komandorski Orderu Gwiazdy Rumunii (Rumunia)
- Order Lwa Białego (Czechosłowacja)
- Order Palm Akademickich (Francja)